# Werner Voss

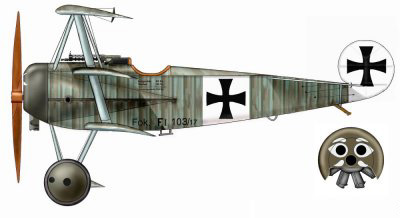
Srebrno-zielony Fokker Dr.I Wernera Vossa

Werner Voss (Voß) (ur. 13 kwietnia 1897 w Krefeld, zm. 23 września 1917 k. Frezenberga) – niemiecki lotnik, jeden z czołowych asów myśliwskich z czasów I wojny światowej. Odniósł 48 zwycięstw powietrznych.

## Życiorys
Voss urodził się w Nadrenii w mieście Krefeld i był najmłodszym z trzech synów Maxa Vossa, właściciela fabryki farb. Od najmłodszych lat wykazywał zainteresowania techniczne, interesował się szczególnie motocyklami. W kwietniu 1914 roku, w wieku 17 lat, wbrew woli ojca wstąpił ochotniczo do armii jako kawalerzysta. Swą karierę wojskową zaczął w 11 Westfalskim Pułku Huzarów. Z chwilą wybuchu I wojny światowej walczył na froncie wschodnim przeciwko Rosji, gdzie wykazał się walecznością, odwagą i brawurą. W styczniu 1915 roku został awansowany do stopnia kaprala i został odznaczony Krzyżem Żelaznym II klasy. W maju 1915 otrzymuje stopień plutonowego.
W połowie 1915 złożył wniosek o przeniesienie z kawalerii do służby w lotnictwie. W sierpniu 1915 roku został przyjęty do szkoły lotniczej w Kolonii, która podlegała pod Fliegerersatz Abteilung Nr 7. W jednostce szkoleniowej okazało się, że Voss był niezwykle pojętnym uczniem. Bardzo szybko nauczył się szkoły pilotażu, a przełożeni widząc jego wrodzony talent, skierowali go na instruktora i wkrótce rozpoczął szkolenie nowych pilotów. W lutym 1916 roku otrzymał skierowanie na front zachodni i 2 marca 1916, jako sierżant sztabowy, rozpoczął służbę w Kampfstaffel 4 (Eskadra Bojowa 4), a w maju 1916 został przeniesiony do Kampfstaffel 20 (Eskadra Bojowa 20). Doświadczenie lotnicze zyskał jako obserwator na maszynach dwumiejscowych w misjach rozpoznawczych i bombowych nad terytorium wroga. W maju 1916 otrzymał odznakę pilota, a we wrześniu 1916 został podporucznikiem. W listopadzie 1916 Voss dostał przydział do jednostki myśliwskiej Jagdstaffel 2, którą dowodził Oswald Boelcke, as myśliwski.
27 listopada 1916 roku, zaledwie w sześć dni od przybycia do jednostki, Werner Voss odniósł swoje dwa pierwsze zwycięstwa powietrzne. W uznaniu tego sukcesu został 2 grudnia 1916 roku odznaczony Krzyżem Żelaznym I klasy. Uchodził za niezwykle utalentowanego pilota i często nazywano go „szybkostrzelnym”, gdyż miał prawdziwy dar do odnoszenia w bardzo krótkim czasie wielu zwycięstw. W marcu 1917 osiągnął 15. zwycięstwo, za co został odznaczony Orderem Rodu Hohenzollernów z Mieczami. W kwietniu 1917 uzyskał kolejnych 7 zwycięstw, co dało mu 24 odniesione zwycięstwa powietrzne i kolejne odznaczenie – order Pour le Mérite. 
W maju 1917 roku Voss osiągnął swoje pierwsze potrójne zwycięstwo. Po tym sukcesie 20 maja 1917 został przeniesiony i otrzymał dowództwo jednostki Jagdstaffel 5, gdzie osiągnął kolejne 6 zwycięstw, a następnie Jagdstaffel 29 i Jagdstaffel 14. W lipcu 1917 Voss jako jeden z najlepszych pilotów trafił do słynnej jednostki lotniczej, której dowódcą był Manfred von Richthofen. Był to Jagdgeschwader Nr. I (1 Dywizjon Myśliwski), który składał się z następujących eskadr Jagdstaffel 4, Jagdstaffel 6, Jagdstaffel 10 i Jagdstaffel 11. Richthofen powierzył mu końcem lipca 1917 roku dowództwo nad Jagdstaffel 10. Miał wtedy uzyskane 34 zwycięstwa powietrzne. Voss nie najlepiej czuł się na stanowisku dowódczym i szybko z niego zrezygnował. Latał wówczas Albatrosem D.III, z charakterystycznymi dwoma sercami na bokach kadłuba, do czego w późniejszym okresie dodał swastykę otoczoną wieńcem. W sierpniu 1917 roku przesiadł się na słynnego trójpłata – Fokkera Dr.I (nr seryjny 103/17). Miał wówczas na swoim koncie 38 zestrzeleń. Fokker Dr I Vossa został przemalowany całkowicie na jednolity, zielony kolor i to na nim osiągnął ostatnie 10 zwycięstw bojowych.
Z reguły Werner Voss odbywał samotne loty, albowiem lubił odbywać je w pojedynkę. Ostatnią swoją walkę powietrzną stoczył z 7 brytyjskimi samolotami, należącymi do 56 Dywizjonu, dowodzonego przez Jamesa McCuddena, do którego należeli najlepsi piloci brytyjscy. Zginął 23 września 1917 w walce powietrznej nad Zachodnią Flandrią, rozbijając się o ziemię.
W czasie wojny latał na takich dwupłatach myśliwskich jak: Albatros D.I, Albatros D.III i Albatros C.III, Pfalz D.III oraz trójpłacie Fokker Dr.I Podczas swojej bogatej kariery lotniczej osiągnął godną podziwu liczbę dziewięciu podwójnych zwycięstw powietrznych i jedno potrójne zwycięstwo. Przez wielu uważany za najlepszego pilota I wojny światowej z uwagi na fakt, że spośród 48 samolotów, które zestrzelił, 46 to myśliwce i lekkie samoloty wielozadaniowe, używane często jako myśliwce.

## Odznaczenia
- Pour le Mérite – 8 kwietnia 1917
- Królewski Order Rodu Hohenzollernów
- Krzyż Żelazny I Klasy
- Krzyż Żelazny II Klasy